# The Narcissist (canción)
«The Narcissist» es una canción de la banda de rock británica Blur. Fue lanzado el 18 de mayo de 2023 como sencillo principal del noveno álbum de estudio de la banda, The Ballad of Darren. El lanzamiento de la canción marcó el primer material nuevo de la banda desde The Magic Whip en 2015. 

## Recepción
Alexis Petridis de The Guardian le dio a la canción 4 de 5 estrellas, calificándola de mucho menos desconcertante y sencilla que "Go Out", el sencillo principal del disco anterior de la banda, The Magic Whip. También llamó a la pista rítmica y el beat un Motorik-esque.
Mollie Potter de The Edge le dio 4,5 estrellas de 5, calificando la canción como un "reconocimiento brillante y astuto de sus triunfos pasados, junto con un reconocimiento de su crecimiento como banda en las décadas posteriores al apogeo de los noventa".
Christopher Jackson de City AM describió la pista como una banda sonora al verano.
Consequence seleccionó la pista como canción de la semana el 19 de mayo de 2023, calificándola de "una odisea que construye pero nunca implosiona".

## Posicionamiento en listas
En el Reino Unido, "The Narcissist" alcanzó el puesto 81 en la lista de singles del Reino Unido en junio de 2023, y fue la primera entrada de la banda en la lista desde "Under the Westway" en 2012.
En los Estados Unidos, "The Narcissist" debutó en la lista Alternative Airplay de Billboard en el puesto 37 el 10 de junio de 2023. La canción fue la primera aparición de Blur en la lista desde "Crazy Beat" en mayo de 2003, que rompió el récord de mayor tiempo entre entradas de una banda en la historia de la lista. 

## Personal
Blur
- Damon Albarn – voz principal, teclados
- Graham Coxon - guitarra, coros
- Alex James - bajo
- Dave Rowntree - batería, percusión

Personal adicional
- James Ford - teclados

## Listas
| Chart (2023)                         | Peak position |
| ------------------------------------ | ------------- |
| Japan Hot Overseas (Billboard Japan) | 17            |
| New Zealand Hot Singles (RMNZ)       | 33            |
| Reino Unido (UK Singles Chart)       | 81            |